# Stichelia pelotensis
Stichelia pelotensis är en fjärilsart som beskrevs av Biezanko, Mielke och Wedderhoff 1978. Stichelia pelotensis ingår i släktet Stichelia och familjen Riodinidae. Inga underarter finns listade i Catalogue of Life.